# Wigandia
Wigandia, biljni rod iz porodice boražinovki, dio potporodice Namoideae. Sastoji se od šest vrsta iz Meksika,  Srednje i Južne Amerike i Antila

## Vrste
1. Wigandia brevistyla Cornejo
2. Wigandia crispa (Ruiz & Pav.) Kunth
3. Wigandia ecuadorensis Cornejo
4. Wigandia pruritiva Spreng.
5. Wigandia urens (Ruiz & Pav.) Kunth
6. Wigandia wurdackiana Ferreyra